# شیمنا آیالا
شیمنا آیالا (اسپانیایی: Ximena Ayala‎؛ زادهٔ ۲۹ دسامبر ۱۹۸۰) بازیگر اهل مکزیک است.
از فیلم‌هایی که وی در آن‌ها نقش داشته‌است، می‌توان به جان‌های سلیا اشاره نمود.